# ياكوب ريين
ياكوب ريين (بالسويدية: Jacob Rinne)‏ (20 يونيو 1993 بلاكسو في السويد - ) هو لاعب كرة قدم سويدي في مركز حراسة المرمى لعب سابقاً في نادي الفتح السعودي. شارك مع منتخب السويد تحت 19 سنة لكرة القدم ومنتخب السويد تحت 21 سنة لكرة القدم ومنتخب السويد لكرة القدم. أما مع النوادي، فقد لعب مع نادي أوربرو وBK Forward ‏.

## وصلات خارجية
- جاكوب ريين على موقع الاتحاد الأوربي (الإنجليزية)
- جاكوب ريين على موقع اتحاد السويد (السويدية)
- جاكوب ريين على موقع قاعدة بيانات كرة القدم.إي يو (الإنجليزية)
- جاكوب ريين على موقع ناشيونال فوتبول تيمز (الإنجليزية)
- جاكوب ريين على موقع Soccerbase.com (لاعب) (الإنجليزية)
- جاكوب ريين على موقع Soccerway.com (الإنجليزية)
- جاكوب ريين على موقع AS.com (الإسبانية)